# Guillermo Cavestany Sagnier
Guillermo Cavestany Sagnier   (Barcelona, 1924 - Barcelona, 19 de gener de 1996) fou un pilot de motociclisme català, dues vegades campió d'Espanya de velocitat (el 1947 en 125cc i el 1950 en 100cc). Durant la dècada de 1950 fou enginyer director de Montesa.
Entre altres èxits, guanyà el Gran Premi de la Penya Motorista Barcelona (1949) en categoria 100cc i 125cc. Amb l'equip del RMCC disputà la Prova de les Quatre Capitals (1951), la Prova de Regularitat per equips (1952) i el Trofeu Nacional Motociclista del RMCC (1954).